# Hof Sawky
Das Hof Sawky (ukrainisch Хутір Савки/Chutir Sawky) ist ein kleines, privates, volkskundliches Freilichtmuseum in dem ukrainischen Dorf Nowi Petriwzi 20 km nördlich von Kiew.

## Beschreibung
Thema des Museums ist das Landleben des 18. und 19. Jahrhunderts. Es besteht aus einem in situ erhaltenen Gehöft eines wohlhabenden Bauern aus dem Jahr 1786 mit Schmiede und Scheune sowie einem zweiten aus Meleni Korostensky transloziertem Haus. Zum Konzept des Museums gehört es, dass die Besucher am Wirtschaftsleben des Museums teilnehmen, dass das vom Museumsbesitzer und seinem Sohn in der Region Perejaslaw-Chmelnyzkyj gesammelte Museumsgut nicht hinter Glas aufbewahrt wird, sondern von den Besuchern, zum Beispiel zur Herstellung eines frisch zubereiteten Essens benutzt werden kann.